# Izer Aliu
Izer Aliu (sinh ngày 15 tháng 11 năm 1999) là một cầu thủ bóng đá người Thụy Sĩ thi đấu ở vị trí tiền vệ cho câu lạc bộ tại Giải bóng đá vô địch quốc gia Thụy Sĩ FC Zürich.